# Schwarzhorn (Leukerbad)
Schwarzhorn är en bergstopp i Schweiz.   Den ligger i distriktet Sierre och kantonen Valais, i den södra delen av landet, 60 km söder om huvudstaden Bern. Toppen på Schwarzhorn är 3 105 meter över havet, eller 103 meter över den omgivande terrängen. Bredden vid basen är 0,54 km.
Terrängen runt Schwarzhorn är huvudsakligen mycket bergig. Närmaste större samhälle är Sierre, 10,8 km söder om Schwarzhorn. 
Trakten runt Schwarzhorn består i huvudsak av gräsmarker. Runt Schwarzhorn är det glesbefolkat, med 18 invånare per kvadratkilometer.